# Helgicirrha gemmifera
Helgicirrha gemmifera is een hydroïdpoliep uit de familie Eirenidae. De poliep komt uit het geslacht Helgicirrha. Helgicirrha gemmifera werd in 1984 voor het eerst wetenschappelijk beschreven door Bouillon. 